# Specklinia campylotyle
Specklinia campylotyle är en orkidéart som först beskrevs av Pedro Ortiz Valdivieso, och fick sitt nu gällande namn av Alec M. Pridgeon och Mark W. Chase. Specklinia campylotyle ingår i släktet Specklinia och familjen orkidéer. Inga underarter finns listade i Catalogue of Life.